# 神戸海星女子学院短期大学
神戸海星女子学院短期大学（こうべかいせいじょしがくいんたんきだいがく、英語: Stella Maris College）は、兵庫県神戸市灘区青谷町2-7-1に本部を置いていた日本の私立大学である。1955年に設置され、2000年に廃止された。大学の略称は海星短大。

## 概要

### 大学全体
- 兵庫県神戸市灘区に所在した日本の私立短期大学で、設置主体は学校法人海星女子学院[1]。
- 1955年に海星女子学院短期大学として学科数1、入学定員40名体制で開学。
- 1962年度から一時期は学科数2となるも、1965年度より1学科が大学の学科に譲渡されたため再び1学科のみとなる。
- 1998年度の入学生を最後に[注釈 1]、2000年に短期大学としての使命を終える[3]。

### 教育および研究
- 一般教育科目に「キリスト教学」があった。

### 学風および特色
- マリアの宣教者フランシスコ修道女会により設立された神戸海星女子学院が母体となっている。
- 関連書物の一つとして『神戸海星女子学院短期大学創立30周年記念誌』がある。

## 沿革
- 1877年　フランスにおいて修道会が創立させる。
- 1955年
  - 2月1日 左記を以て文部省[注 2]より短期大学の設置が認可される[4]。
  - 4月1日 海星女子学院短期大学（かいせいじょしがくいんたんきだいがく）として以下の学科体制にて開学。
    - 英語科 入学定員40名
- 1958年
  - 5月1日 学生数[5]/定員
    - 英語科 女45/80
- 1962年
  - 4月1日 家政科を増設する[6]。
  - 同 英語科の入学定員を40→50に増員。
  - 5月1日 学生数[7]/定員
    - 英語科 女105/90
    - 家政科 女43/50
- 1964年
  - 4月1日 神戸海星女子学院短期大学と改称[8]。
  - 同 英語科の学生募集を最終とする[注釈 2]。
  - 5月1日 学生数[11] /定員
    - 英語科 女95/100
    - 家政科 女87/100
- 1965年
  - 5月1日 学生数[12]/定員
    - 英語科 女33/50
    - 家政科 女123/100
- 1986年
  - 4月1日 家政科の入学定員を50[13]→100[14]に増員[15]。
  - 5月1日 学生数[16]/定員
    - 家政科 女212/150
- 1998年
  - 4月1日 この年度で学生募集最後となる[注釈 1]。
  - 5月1日 学生数[17]/定員
    - 家政科 女156/200
- 1999年
  - 5月1日 学生数[18]/定員
    - 家政科 女70/100
- 2000年
  - 7月28日 左記を以て正式に廃止[3]。

## 基礎データ

### 所在地
- 兵庫県神戸市灘区青谷町2-7-1

### 象徴
- 神戸海星女子学院短期大学のカレッジマークは右記資料を参照[19]。

## 教育および研究

### 組織

#### 学科
- 英語科 入学定員50名[注 4]
- 家政科 入学定員100名[注 5]

#### 専攻科
- なし

#### 別科
- なし

#### 取得資格について
- 中学校教諭二種免許状
  - 英語：英語科[注 6]
  - 家庭：家政科[24]

### 研究
- 『海星女子学院短期大学研究紀要』[25]
- 『神戸海星女子学院大学・短期大学研究紀要』[26]

## 対外関係

### 系列校
- 神戸海星女子学院大学
- 神戸海星女子学院中学校・高等学校
- 神戸海星女子学院小学校
- 神戸海星女子学院マリア幼稚園